# Флодоард
Флодоа́рд, или Флодоард Реймсский (лат. Flodoárdus Reménsis, Flodegárius, Reménsis; 894 — 28 марта 966) — франкский историк церкви и хронист каролингской эпохи, каноник Реймского собора, епископ Нуайона.

## Биография

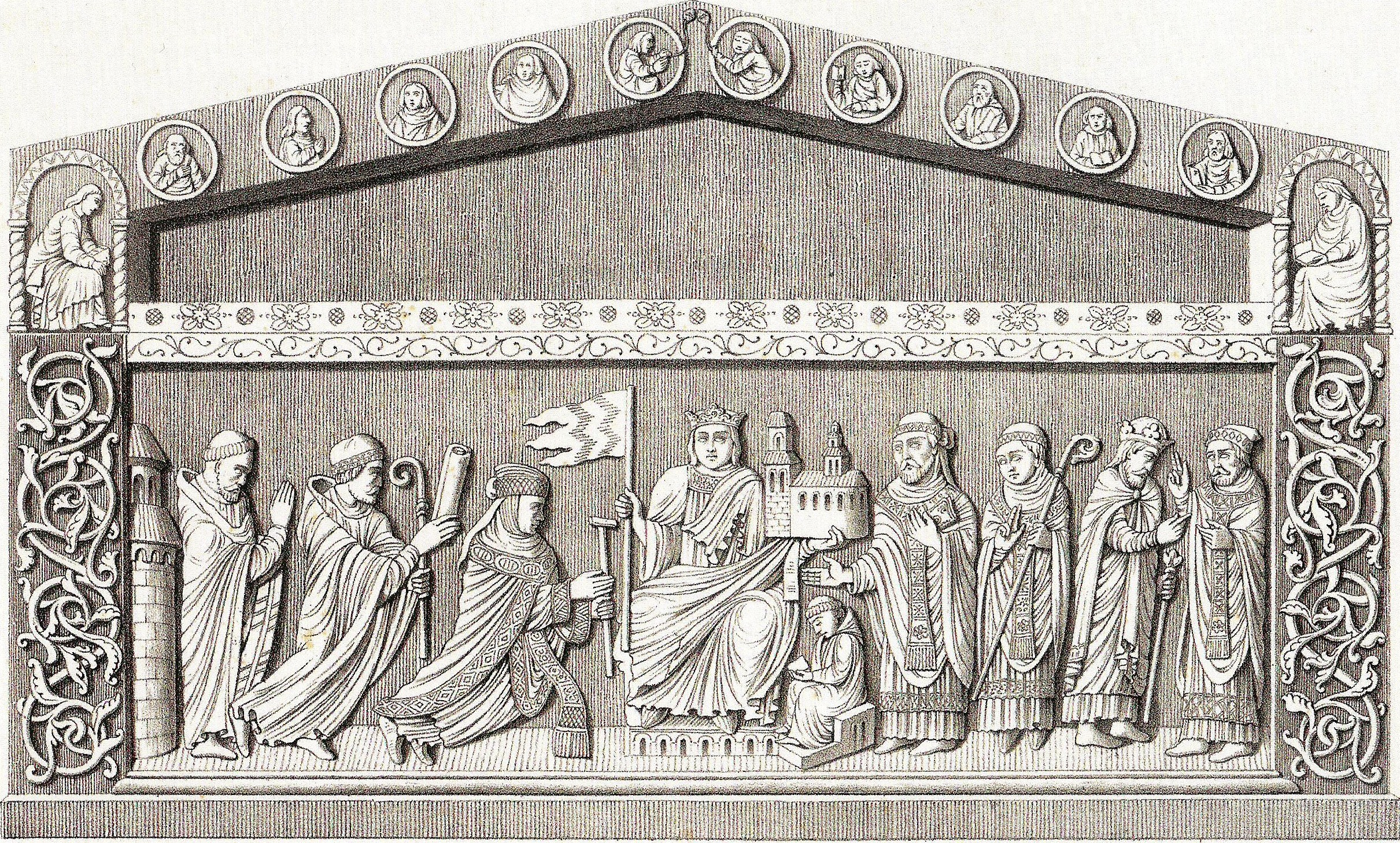
Гробница архиепископа Гинкмара (845—882) с изображением Реймского собора, перестроенного его предшественником Эббоном (816—841)

Родился в Эперне, учился в школе при кафедральном соборе Реймса, основанной архиепископом Фульком (822—900), по окончании которой был зачислен в соборный клир.
Имел большое влияние при архиепископах Эрве (900—922) и Сеульфе (922—925), при которых служил каноником, а затем пробстом Реймского собора. Однако в 925 году лишился всех своих бенефициев из-за активного противодействия намерениям графа Вермандуа Герберта II возвести на архиепископство его малолетнего сына Гуго. 

«Граф Хериберт прибыл в Реймс и заставил вассалов церкви и клириков избрать пастыря по своему замыслу… Епископство Реймское было вверено графу Хериберту для его сына Гугона, ещё маленького, которому, как говорили, не было и пяти лет». Флодоард, «Анналы», 925 год
Потеряв свои доходы и земли, он отправился в 936/937 году в Рим ко двору папы Льва VII (936—939), завоевав его расположение и приняв во время его понтификата сан священника.
В конце 930-х годов вернулся в Реймс, где был назначен архиепископом Артольдом (932—940 и 948—961) хранителем соборного архива. Занимал видное положение при Артольде, ставшем советником западнофранкского короля Людовика IV, поддерживая его в борьбе против Герберта Вермандуа и его сына, но в 940 году, после захвата Гербертом Реймса, вторично лишился свободы и имущества.

«А я, составлявший речь во славу гроба святого Мартина, был задержан графом Херибертом, и кто-то тайно обвинил меня в том, что я хотел причинить вред его интересам и интересам его сына. Он заключил меня под стражу, отобрал у меня имущество, которым я располагал в епископстве вместе с церковью, которой я управлял в Кормиси, и я много месяцев оставался в заключении». Флодоард, «Анналы», 940 год
С 948 года, когда Артольд был возвращён на реймскую кафедру, по 952 год являлся главным советником архиепископа, выполняя для него важные дипломатические поручения, в частности, в 951 году вёл переговоры с императором Оттоном I в Ахене. После смерти умершего 9 января 951 года Рауля был избран епископом Нуайона. По неустановленным причинам в 954 году был лишён епископского сана, а главой епархии стал Фухерий.
В том же году он удалился на покой, предположительно став настоятелем монастыря Святого Базола в Верзи близ Реймса.
Умер в Реймсе, 28 марта, или 17 мая 966 года.

## Сочинения
Наиболее известными трудами Флодоарда являются «История Реймской Церкви в трёх книгах» (лат. Historiae Remensis Ecclesiae Libri III), написанная между 948 и 952 годами в подражание трудам Евсевия Кесарийского и Руфина Аквилейского, и «Анналы» (лат. Annales), продолжавшие труд архиепископа Гикмара Реймсского (845—882) и хронологически охватывающие современную автору историю (919—966).
«История Реймской церкви» предположительно посвящена епископу Рутберту Трирскому, имя которого зашифровано под литерой «R», и начинает своё изложение с легендарных времён Святого епископа Сикста (57—67), оканчиваясь рассказом о соборе в Ингельхайме (948), отлучившим от церкви вышеназванного Гуго Вермандуа. Книга третья её в большей своей части посвящена деятельности вышеназванного Гинкмара, крупного деятеля Каролингского возрождения, труды которого автор использовал в качестве источников. Несмотря на то, что, помимо событий церковных, Флодоард касается порой и светских дел, описывая, в частности, междоусобные войны, его горизонт, по сравнению с историками предшествующих эпох, существенно сужен и ограничен в основном Реймским диоцезом, хотя известный французский историк-источниковед Огюст Молинье считал его труд «лучшей историей епископства, какою мы обладаем для средневековой Франции».
Ценность «Анналов», отчасти автобиографических, состоит, главным образом, в том, что их автор являлся не только современником, но и очевидцем и участником многих из описываемых в них событий во Франции, Германии и Лотарингии. Сообщения в них, довольно точные и подробные, по своей форме приближаются к дневниковым и, по справедливому замечанию советского историка-медиевиста А. Д. Люблинской, «являются лучшим и во многих случаях единственным источником для политической истории Северной Франции первой половины X в.».
Историческую значимость обоих трудов трудно переоценить, поскольку от эпохи Флодоарда осталось сравнительно мало письменных источников, в то время как сам он, несомненно, пользовался при их написании доступными ему документами из архива Реймского диоцеза.
«Анналы» Флодоарда, сохранившиеся не менее чем в семи рукописях, из которых лишь одна, хранящаяся в Национальной библиотеке Франции, датируется X веком, послужили источником для многих средневековых хронистов и историков, из числа которых можно, прежде всего, назвать Рихера Реймсского, Сигиберта из Жамблу и Альберика из Труа-Фонтен. Впервые они напечатаны были в 1588 году в Париже Клодом Шаппеле, а в 1611 году там же учёным иезуитом Жаком Сирмоном издана была «История Реймской церкви», дошедшая до нас в 9 рукописях, наиболее ранняя из которых относится к XI столетию. Научная публикация «Анналов» увидела свет в 1839 году в Ганновере под редакцией немецкого историка Георга Генриха Перца, включившего её в III том «Monumenta Germaniae Historica», а в 1881 году в XIII томе того же фундаментального свода Георгом Вайцем и Йоханнесом Хеллером издана была «История Реймской церкви».
Перу Флодоарда принадлежат также три поэмы латинским гекзаметром, «О торжестве Христа и Eго святых в Палестине» (лат. De triumphis Christi sanctorumque Eius Palestinae), «О торжестве Христа в Антиохийских деяниях» (лат. De triumphis Christi Antiochiae gestis) и «О торжестве Христа в Италии» (лат. De triumphis Christi apud Italiam), традиционно объединяемые в единый эпос, состоящий из 19939 стихов. Также ему приписывают «Видения Флотильды» (лат. Visiones Flothildis, 941), содержащие описания чудесных откровений, данных одноимённой блаженной из Лавенны близ Реймса (совр. департамент Марна), о чём он под 940 годом упоминает в своих «Анналах».

## Издания
- Флодоард. Анналы. // Рихер Реймский. История. / Пер. с лат., сост., коммент. и указ. А. В. Тарасовой ; отв. ред. И. С. Филиппов. — М.: РОССПЭН, 1997. — ISBN 5-86004-074-1.
- Флодоард Реймсский. Исторические произведения / Пер. с лат. И. В. Дьяконова. Отв. ред. И. А. Настенко. — М.: Русская панорама, 2024. — 480 с. — (MEDIÆVALIA: средневековые литературные памятники и источники). — ISBN 978-5-93165-511-6.